# زمینه پرتو ایکس
تصور می‌شود زمینه پرتو ایکس (انگلیسی: X-ray background) مشاهده‌شده ناشی از پایان «نرم» (کمتر از ۰٫۳ کلوین) گسیل کهکشانی پرتو ایکس، پرتو ایکس زمینه «کهکشانی» و در پایان «سخت» (بیشتر از ۰٫۳ کلوین)، از ترکیبی از بسیاری از منابع حل‌نشده پرتو ایکس خارج از کهکشان راه شیری یعنی پرتو ایکس زمینه «کیهانی» (CXB) باشد.
پرتو ایکس زمینه کهکشانی عمدتاً با انتشار گاز داغ در حباب محلی در ۱۰۰ پارسکی خورشید ایجاد می‌شود.
بررسی‌های عمیق با تلسکوپ‌های پرتو ایکس مانند رصدخانه پرتو ایکس چاندرا نشان داده‌اند که حدود ۸۰ درصد از پرتو ایکس زمینه کیهانی ناشی از منابع پرتو ایکس فراکهکشانی است که قسمت اعظم آن از هسته کهکشانی فعال (AGN) پنهان‌نشده ("نوع-۱") و پنهان ("نوع-۲") است.